# Langbekspeervis
De Langbekspeervis (Tetrapturus pfluegeri) is een straalvinnige vis uit de familie van zeilvissen (Istiophoridae) en behoort derhalve tot de orde van baarsachtigen (Perciformes). De vis kan een lengte bereiken van 254 cm.

## Leefomgeving
Tetrapturus pfluegeri is een zoutwatervis. De vis prefereert een subtropisch klimaat en leeft hoofdzakelijk in de Atlantische Oceaan. De diepteverspreiding is 0 tot 100 m onder het wateroppervlak.

## Relatie tot de mens
Tetrapturus pfluegeri is voor de visserij van beperkt commercieel belang. In de hengelsport wordt er weinig op de vis gejaagd.
Voor de mens is Tetrapturus pfluegeri ongevaarlijk.